# Éruption sous-glaciaire

Schéma d'une éruption sous-glaciaire.

Une éruption sous-glaciaire est un type d'éruption volcanique caractérisé par l'émission d'une lave sous une masse de glace comme un glacier ou un inlandsis. La lave fait fondre la glace, la transformant alors en eau ou parfois en vapeur d'eau lorsque la chaleur dégagée par l'éruption parvient à faire fondre la glace jusqu'à la surface. Lorsque d'importantes quantités de glace sont fondues, l'eau accumulée sous le glacier peut être brutalement libérée au cours d'un jökulhlaup. Les éruptions sous-glaciaires sont à l'origine de la formation de volcans en tuyas comme l'Herðubreið en Islande.
Elles contiennent d'importantes concentrations en sulfate (SO42−) et en nitrate (NO3−.).